# Navalpattu
Navalpattu là một thị trấn thống kê (census town) của quận Tiruchirappalli thuộc bang Tamil Nadu, Ấn Độ.

## Nhân khẩu
Theo điều tra dân số năm 2001 của Ấn Độ, Navalpattu có dân số 16.020 người. Phái nam chiếm 49% tổng số dân và phái nữ chiếm 51%. Navalpattu có tỷ lệ 77% biết đọc biết viết, cao hơn tỷ lệ trung bình toàn quốc là 59,5%: tỷ lệ cho phái nam là 82%, và tỷ lệ cho phái nữ là 71%. Tại Navalpattu, 9% dân số nhỏ hơn 6 tuổi.